# Jean-My Truong
Jean-My Truong (* 1950) ist ein französischer Jazz- und Rock-Schlagzeuger vietnamesischer Herkunft.

## Karriere
Truong spielte ab 1969 mit Didier Levallet, Siegfried Kessler und Yochk’o Seffer in der Gruppe Perception Free Jazz. Mit Seffer gehörte er 1972 zu den Gründungsmitgliedern der Zeuhl-Gruppe Zao. Auch jenseits dieser Band arbeitete er von 1975 bis 1980 mit dem Violinisten Didier Lockwood. Er trat außerdem als Sideman von Joachim Kühn, Jaki Byard, Mal Waldron, Michel Portal, Bernard Lubat, Jean-François Jenny-Clark, Tânia Maria, Biréli Lagrène, Christian Escoudé, Bobby Shew und Debora Seffer auf. 
Von 1988 bis 1994 war er Schlagzeuger der Rockgruppe Indochine, danach arbeitete er wieder mit der Gruppe Zao. Mit dem Pianisten Thierry Maillard und dem Kontrabassisten Pascal Sarton bildet er das TMS-Trio, mit dem Pianisten und Sänger Eddy Malka und Pascal Sarton das Trio Soul in Jazz.

## Diskographie
- Perception Perception, 1971
- Perception Mestari, 1973
- Zao Z=7L, 1973
- Heldon It's Always Rock and Roll, 1975
- Didier Lockwood Surya, 1980
- Christian Escoudé Gipsy's Morning, 1981
- Boomerang Boomerang, 1982
- Indochine Radio Indochine, 1994
- Yochk'O Seffer Yog I: Pitchipoy, 1997
- Gilbert Lafaille Tout M'Etonne, 1998
- Leny Escudero Une Vie, 1998
- Leny Escudero Tiers Amour, 1999
- Zao Akhenathon 2001
- Murray Head Emotions: My Favourite Songs, 2006
- Thierry Maillard Septet Notre Histoire, 2008
- The Blue Light, 2011
- Secret World, 2016